# 儿童在线保护法
儿童在线保护法(英語：Child Online Protection Act)是在1998年通過的美国法律，试图取代《通信规范法》(Communications Decency Act)以規管互聯網色情，兩者先後於1997年及2009年被美国最高法院宣告违宪，并已于2009年被废止。